# Pontardawe
Pontardawe è un centro abitato del Galles, situato nel distretto di contea di Neath Port Talbot.